# La Farinera del Clot
|  | Aquest article tracta sobre l'equipament municipal. Vegeu-ne altres significats a «La Farinera, Ateneu del Clot». |

El centre cultural La Farinera del Clot és un equipament municipal del barri del mateix nom de Barcelona, inaugurat el 1999 a l'antiga Farinera de Sant Jaume, de la que únicament s'ha conservat l'edifici principal d'estil modernista, de grans proporcions i realitzat amb maó amb incrustacions de ceràmica, catalogat com a bé cultural d'interès local.

## Història i descripció
El 1879, els industrials Gabriel Campanyà i Joan Gallarda van demanar permís per a construir una fàbrica de farines a la carretera de RIbes i la Gran Via de les Corts Catalanes (prop d'on actualment hi ha el Mercat dels Encants), segons el projecte del mestre d'obres Joan Barba i Balansó. La farinera, dedicada a Nuestra Señora de las Mercedes, seria continuada a la mort de Gallarda per la seva vídua Maria Campanyà i els seus fills Joan i Andreu sota el nom de Vídua de Gallarda i Fills, i el 1882, va ser ampliada amb la remunta d'un pis en una de les naus, segons el projecte del mestre d'obres Felip Badosa.
El 1892, Andreu Gallarda i Campanyà va fundar la companyia Harinera de San Jaime SA, i la farinera de la carretera de Ribes va continuar com a Vídua de Gallarda i Fill, i després pel seu germà Joan en solitari. El 1900 (tot i que el permís d'obres no li fou concedit fins al 1904), Andreu Gallarda va fer construir un dipòsit de blat en uns terrenys situats entre la carretera de Ribes (actualment carrer del Clot) i els tallers del ferrocarril de TBF (després MZA), segons el projecte del mestre d'obres Joaquim Rivera. El 1908, va demanar permís per a ampliar les instal·lacions amb la construcció de dues naus en forma d'«L» separades del dipòsit per un passadís: un edifici de magatzem i oficines de planta baixa i un pis i una fàbrica de farines de planta baixa i quatre pisos, equipada amb maquinària moderna de mòlta austrohongaresa (sistema Bühler). El projecte va ser signat per l'arquitecte Josep Maria Pericas, tot i que la direcció de les obres s'atribueix a Joan Sellarés, mestre no titulat. El 1910, l'arquitecte Josep Plantada va projectar un dipòsit d'aigua i l'ampliació del magatzem.
A la mort del fundador el 1926, va ser succeït per la seva neta Maria Teresa Gallarda i Buhigas, sota el nom social Néta d'Andreu Gallarda. Durant la Guerra Civil, la fàbrica va ser col·lectivitzada i, després de la contesa, els propietaris en van recuperar la titularitat, encara que durant tota la dictadura franquista va estar gestionada pel Ministeri d'Agricultura a través del Servicio Nacional del Trigo (substituït el 1968 pel Servicio Nacional de Cereales), que la va convertir en la seu de la prefectura provincial dels magatzems estatals de blat.
El 1977, l'associació de veïns del barri va reclamar la farinera com a equipament per al barri i seu d'un ateneu popular. L'Ajuntament de Barcelona, sota el mandat de Josep Maria Socías, va aprovar l'expropiació dels terrenys i els veïns van fundar l'Ateneu La Farinera del Clot, que tenia previst instal·lar-se al recinte fabril. Tanmateix, els tràmits administratius es van demorar, i el 1979, els hereus d'Andreu Gallarda van vendre la fàbrica a l'empresa Oromas, que hi va mantenir la producció de farina panificadora i de pastes de sopa fins al 1991, quan va cessar la seva activitat definitivament.
Finalment, el 1995 l'Ajuntament va adquirir la propietat, i el 16 de novembre del 1997, l'alcalde Joan Clos va posar la primera pedra de les obres per transformar la fàbrica en equipaments, en el marc de la campanya Barcelona posa't guapa. Dels tres edificis del recinte, es van enderrocar el dipòsit i la nau destinada a magatzems i oficines, conservant-se únicament l'edifici principal. La rehabilitació, dirigida pels arquitectes Carles Sanfeliu i José Abascal, va anar a càrrec de la constructora Closa Alegret, amb un cost de 500 milions de pessetes, i va rebre el Premi Bonaplata de Restauració atorgat pel Museu Nacional de la Ciència i de la Tècnica de Catalunya.
El 8 de maig del 1999 es va inaugurar el Centre Cultural La Farinera del Clot, i durant els primers cinc anys d'activitat, la seva administració es va desenvolupar segons un model de cogestió, compartida entre l'Ajuntament i la Federació d'Entitats del Clot-Camp de l'Arpa. L'any 2004 es va signar un acord pioner de gestió cívica, que va convertir La Farinera en el primer equipament sociocultural de Barcelona gestionat per una federació d'entitats. El 2007, l'Ateneu del Clot es va traslladar al carrer de la Muntanya, 16 bis, i l'11 de febrer del 2008, l'alcalde Jordi Hereu va inaugurar l'Espai Antoni Miró Peris, situat a la plaça de Carme Monturiol, concebut com un espai annex a La Farinera. El 2013, aquest equipament va adquirir autonomia en transformar-se en casal de barri, encara que gestionat també per la Federació d'Entitats del Clot-Camp de l'Arpa.